# Macropelopia paranebulosa
Macropelopia paranebulosa är en tvåvingeart som beskrevs av Ernst Josef Fittkau 1962. Macropelopia paranebulosa ingår i släktet Macropelopia och familjen fjädermyggor. Inga underarter finns listade i Catalogue of Life.